# Murais e Painéis artísticos de autoria do artista Carybé

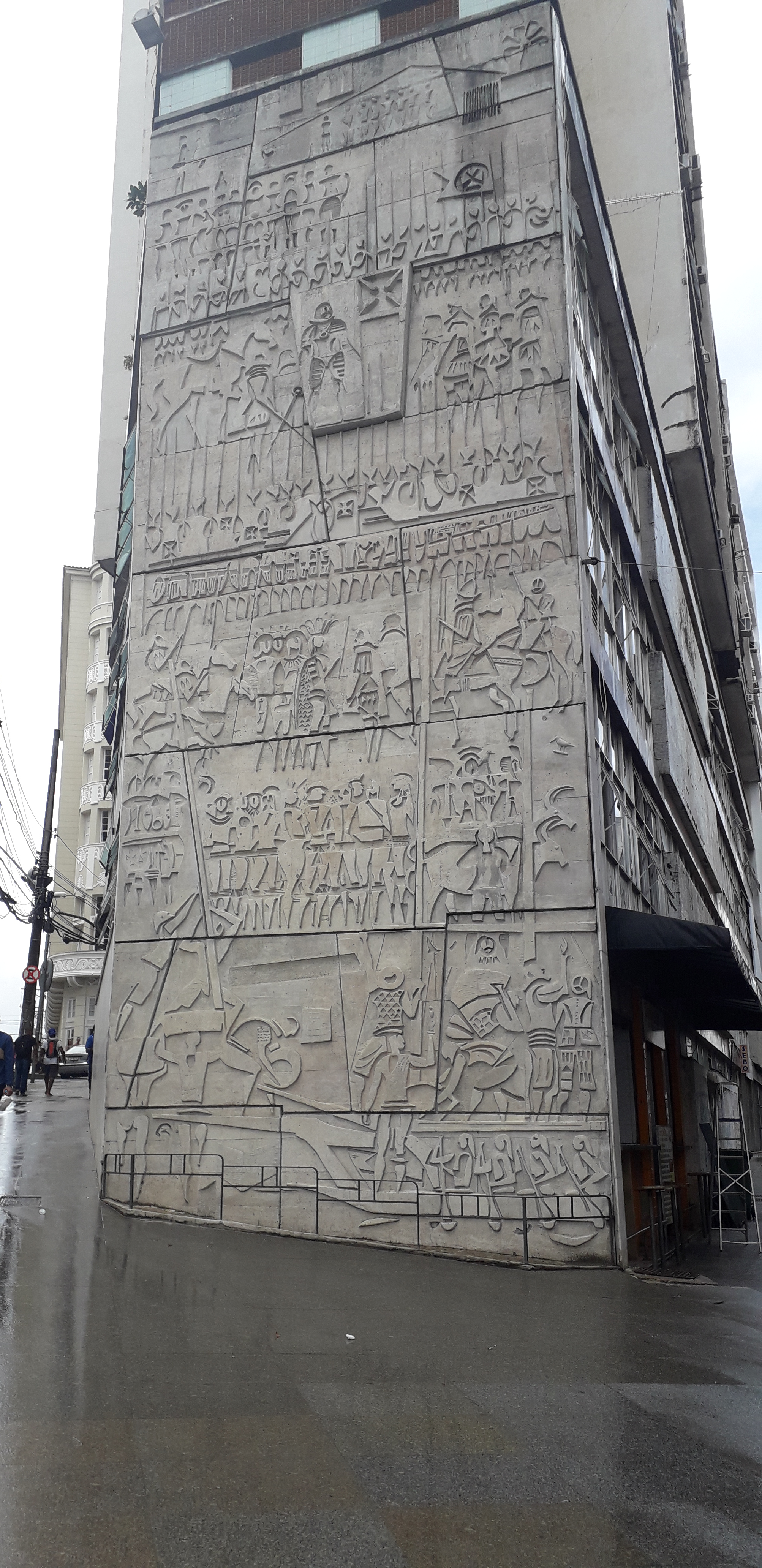
A colonização do Brasil, mural implantado na lateral do Edifício Desembargador Bráulio Xavier voltada à praça Castro Alves

Murais e Painéis artísticos de autoria do artista Carybé são bens culturais existentes em Salvador, município do estado brasileiro da Bahia. Foram tombados pelo Decreto Municipal n.º 32 112 de 27 de janeiro de 2020 devido à contribuição dessas obras de arte de Carybé para a identidade e cultura locais, valorizando aspectos particulares da região e do cotidiano do povo. Parte das obras foi inscrita no Livro de Tombamento dos Bens Móveis e Coleções e outra no Livro de Tombamento dos Bens Imóveis e Sítios.

## Obras tombadas
Os painéis e murais estão implantados em várias edificações da cidade.
- A Colonização do Brasil — implantado na agência do Banco Bradesco na Rua Chile;[2]
- A Colonização do Brasil — implantado no Edifício Bráulio Xavier;[2]
- As Mulheres e os Pássaros — implantado no Centro Empresarial Iguatemi;
- As três Raças — implantado na Fundação Casa de Jorge Amado;
- Bahia — implantado no Edifício Guilhermina;
- Catarina Paraguaçu — implantado no Edifício Catarina Paraguaçu. O tombamento abrange o piso de pedras portuguesas com desenho de indígenas;
- Descobrimento — implantado na agência do Banco Itaú no bairro da Pituba;
- Espécies Marinhas — implantado no Edifício Labrás;
- Fundação de Salvador — implantado no Edifício Cidade do Salvador;
- Fundação de Salvador — implantado no Teatro Castro Alves;
- Índios Guerreiros — implantado no Edifício Campo Grande;
- Manifestações Culturais — implantado no Aeroporto Internacional de Salvador;
- Orixás — implantado no Museu Afro-Brasileiro;
- Os Pescadores — implantado no Edifício Barão de Itapuã;
- Painéis de Azulejos com Relevos — implantado na agência do Banco do Brasil no bairro do Comércio;
- Panorama de Salvador — implantado na Escola Classe II;
- Progresso — implantado no 10.º andar do Edifício Cidade do Salvador;
- Quetzalcoátl — implantado no Edifício Cidade de Ilhéus;
- Tupinambás — implantado no Edifício Tupinambá;